# Речна система
Речната система (поречие) представлява системата, която е образувана от основната река и всички нейни притоци от първи, втори, трети и по-нисък порядък. Най-големите речни системи са съставени от притоци до 20-и порядък. Речната система обикновено носи името на главната река (например речна система на река Дунав, на река Рейн, на река Марица и др.). Речните системи имат различни форми, размери, количествени и качествени характеристики. Формирането им се предопределя от литоложката основа, морфогенните особености на релефа, климатични, зонални и азонални фактори. Когато притоците са разположени равномерно от двете страни на главната река, речната система се нарича симетрична. Такава речна система имат реките Амазонка, Волга, Днепър, Дунав, Марица и др. Ако притоците са съсредоточени повече от едната страна на главната река, речната система се нарича асиметрична. Такива речни системи имат реките Енисей, Лена и др. Територията, от която речната система събира водите си, е нейният водосборен басейн.